# تور اکو
تور اکو (انگلیسی: Tour Eqho) ساختمان اداری ۴۰ طبقه مستقر در لا دفانس، فرانسه است، که در سال ۱۹۸۸ احداث گردید.